# Phacodes obscurus
Phacodes obscurus là một loài bọ cánh cứng trong họ Cerambycidae.